# 舟橋誠
舟橋 誠（ふなはし まこと、1953年6月3日 - ）は、日本の工学者。道都大学社会福祉学部社会福祉学科准教授。北海道出身。

## 経歴

### 学歴
- 1972年（昭和47年）3月 - 北海道札幌西高等学校卒業
- 1976年（昭和51年）3月 - 北海道工業大学工学部電気工学科卒業（工学士）
- 1978年（昭和53年）3月 - 北海道電波専門学校卒業

### 職歴
- 大学卒後、民間企業（電気技術員）勤務を経て、1986年「TSSによる全国共同利用大型計算機センターの活用」に関する論文を受理され、道都大学社会福祉学部社会福祉学科へ助手として任用される。その後、同大専任講師、助教授を経て2007年から現職。

## 専門（研究・活動内容等）

### 研究分野
- ソフトウエア
- 計算機システム・ネットワーク
- メディア情報学・データベース
- 図書館情報学・人文社会情報学

### 研究テーマ
- ユビキタス社会と情報教育
- ユビキタス社会実現のためのパーソナル・コミュニケーション・ツールの可能性について

## 所属学会
- 情報処理学会